# Giovanna Amati
Giovanna Amati és una pilot de curses italiana que va arribar a disputar curses de Fórmula 1. Ha estat l'última dona en disputar curses de la F1.
Va néixer el 20 de juliol del 1962 a Roma, Laci, Itàlia.
Giovanna Amati va debutar a la primera cursa de la temporada 1992 (la 43a temporada de la història) del campionat del món de la Fórmula 1, disputant l'1 de març del 1992 el G.P. de Sud-àfrica al circuit de Kyalami.
Va participar en un total de tres curses puntuables pel campionat de la F1, disputades totes a la temporada 1992, no aconseguint classificar-se per disputar cap cursa i no assolí cap punt pel campionat del món de pilots.

## Resultats a la Fórmula 1
| Any  | Equip                          | Xassís  | Motor | 1       | 2       | 3       | 4   | 5   | 6   | 7   | 8   | 9   | 10  | 11  | 12  | 13  | 14  | 15  | 16  | Posició | Punts |
| ---- | ------------------------------ | ------- | ----- | ------- | ------- | ------- | --- | --- | --- | --- | --- | --- | --- | --- | --- | --- | --- | --- | --- | ------- | ----- |
| 1992 | Motor Racing Developments Ltd. | Brabham | Judd  | SUD NVQ | MEX NVQ | BRA NVQ | ESP | SMR | MON | CAN | FRA | GBR | ALE | HUN | BEL | ITA | POR | JAP | AUS | -       | 0     |

### Resum
| Curses: | Victòries: | Pòdiums: | Poles: | Voltes ràpides: | Punts: |
| ------- | ---------- | -------- | ------ | --------------- | ------ |
| 3 (0)   | 0          | 0        | 0      | 0               | 0      |

## Altres dones a la F1
- Maria Teresa de Filippis
- Lella Lombardi
- Divina Galica
- Desiré Wilson